# 漢口法學院

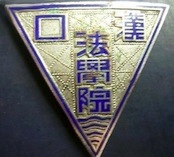
院徽

漢口法學院，又稱漢口法政學院或私立漢口法學院，是1946年至1949年間於中華民國漢口市設立的一所法學院。初稱湖北法學院，原系湖北高等法院首席检查官所创办。該學院一說於1949年被合併進入武漢大學，另一說為自行解散。

## 校友
- 陳萬鼐，漢口法學院法學系畢業，台湾学者，编纂有《全明杂剧》。[3]
- 黄焕如，汉口法学院教授。曾任《新民报》、《中山日报》总编；抗日战争时期任国民党汉口特别市党部书记长。战后继任汉口特别市党部委员、书记长、汉口市参议会副议长。1947年当选为立法委员，1949年去台湾。[4]